# Erich Hesse
Erich Karl Hesse (* 25. November 1874 in Leipzig; † Mai 1945 in Berlin) war ein deutscher Zoologe.
Erich Hesse besuchte von 1886 bis 1894 das Königliche Gymnasium in seiner Vaterstadt. Anschließend studierte er in Leipzig und erhielt 1899 seinen Doktortitel. Von 1909 bis 1911 arbeitete er an der Kaiserlichen biologischen Anstalt für Land- und Forstwirtschaft in Berlin-Dahlem als Assistent. Im Jahre 1911 begann Hesse seine Arbeit im Zoologischen Museum Berlin in der Vogel-Sammlung unter der Aufsicht von Anton Reichenow. In den Jahren 1916 bis 1918 ging Hesse zurück in seine Heimatstadt Leipzig, um dort als Kurator für Zoologie am Universitäts-Museum zu arbeiten, bis er im Oktober 1918 wieder nach Berlin zurückkehrte, zuerst als Kurator für die Schausammlung. Ab April 1921 ersetzte er Friedrich Dahl als Kurator in der Spinnensammlung. Drei Jahre später, 1924, wurde er zum Professor ernannt. 1940 ging Hesse in den Ruhestand und sein Nachfolger wurde 1946 Alfred Kaestner.
Hesses genaue Amtszeit im Zoologischen Museum ist schlecht dokumentiert und sein Schicksal auch. So ist er seit Sommer 1945 als vermisst registriert. Seine Aufzeichnungen als Kurator sind verschollen, vielleicht aus politischen Gründen nach dem Krieg.

## Veröffentlichungen
- Beobachtungen und Aufzeichnungen während des Jahres 1909. in: Journal für Ornithologie 58: 489–519.
- Übersicht einer Vogelsammlung aus dem Altai, Ein Beitrag zur Ornis Innerasiens. in: Mitteilungen aus dem zoologischen Museum Berlin 6: 351–434. 1913
- Bernhard Hantzschs ornithologische Ausbeute in Baffinland. in: Journal für Ornithologie 63: 137–228. 1915
- Zur Ornis der Leipziger Gebiet. in: Journal für Ornithologie 67: 392–430.1919
- Beiträge zur Arachnoidenfauna der Mark. in: Märkische Tierwelt 1: 182–193. 1935
- Die Fauna der Binnendüne bei Bellinchen (Oder). IV. Die Tierwelt – Arachnoidea. in: Märkische Tierwelt 2: 134–140. 1936
- Die Arachnoidenfauna des Naturschutzgebietes Bellinchen (Oder). Märkische Tierwelt 3: 99–107. 1937
- Die Arachnoidenfauna des Naturschutzgebietes Bellinchen (Oder). 2. Beitrag. in: Märkische Tierwelt 4: 105–118. 1939
- Zwei ökologisch-faunistische Beiträge. in: Zoologischer Anzeiger 127: 270–272. 1939
- Untersuchungen an einer Kollektion Wipfelspinnen. in: Sitzungsbericht der Gesellschaft naturforschender Freunde 1940: 350–363.